# Marbach (Escholzmatt-Marbach)
Marbach (, toponimo tedesco) è una frazione di 1 212 abitanti del comune svizzero di Escholzmatt-Marbach, nel distretto di Entlebuch (Canton Lucerna).

## Storia

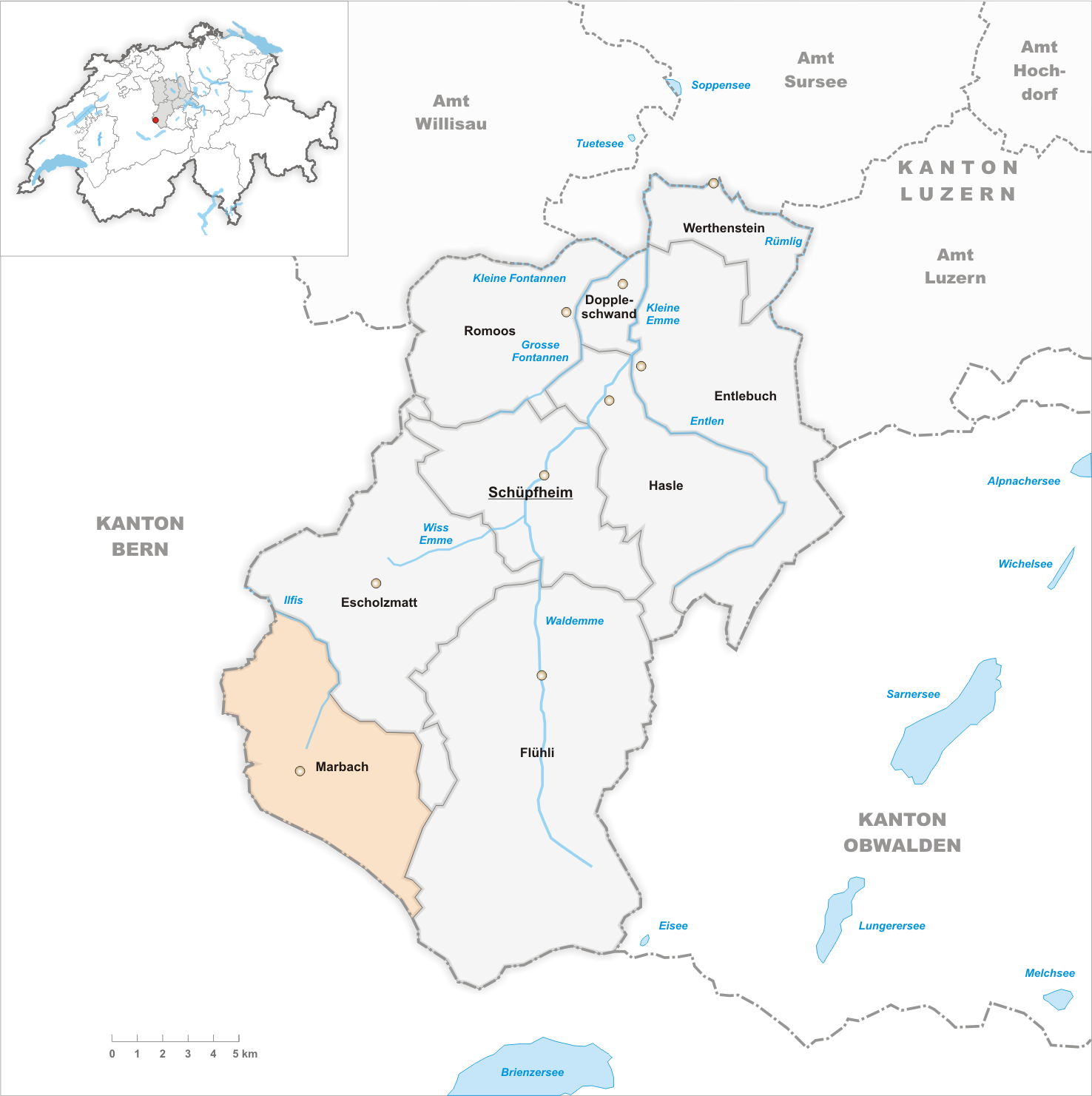
Il territorio del comune di Marbach prima degli accorpamenti comunali del 2013

Già comune autonomo che si estendeva per 45,10 km², il 1º gennaio 2013 è stato accorpato all'altro comune soppresso di Escholzmatt per formare il nuovo comune di Escholzmatt-Marbach.

## Monumenti e luoghi d'interesse
- Chiesa parrocchiale cattolica di San Nicolao, attestata dal 1375 e ampliata nel 1601, nel 1689-1690, nel 1871-1873 e nel 1921-1925[2].

## Società

### Evoluzione demografica
L'evoluzione demografica è riportata nella seguente tabella:
Abitanti censiti

## Economia
L'economia locale trae impulso principalmente dal settore primario.

## Sport

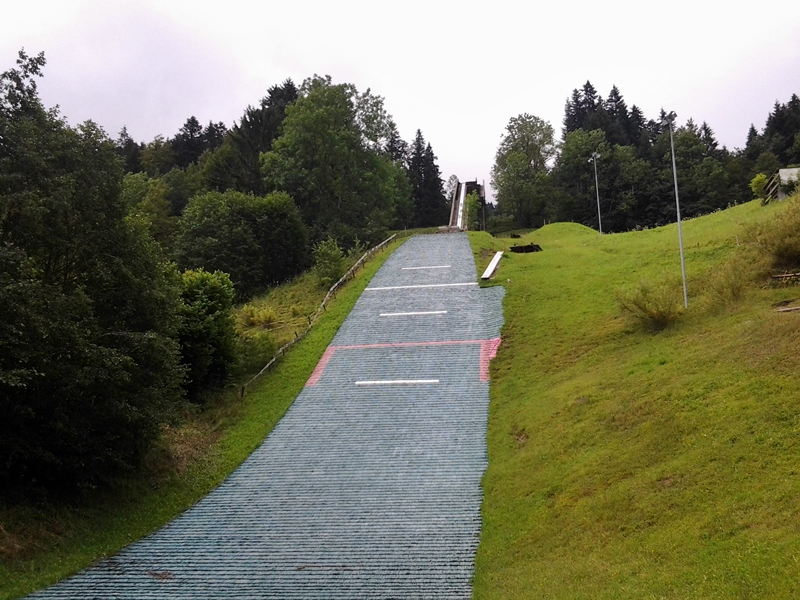
I trampolini Schrattenschanzen

Stazione sciistica attiva nello sci nordico e nello sci d'erba attrezzata tra l'altro con i trampolini Schrattenschanzen, Marbach ha ospitato tra l'altro i Campionati svizzeri di sci nordico 2010.